# Qeqqata
Qeqqata este o municipalitate în Groenlanda. A luat naștere în 2009 prin unirea fostelor municipalități Maniitsoq și Sisimiut și a zonei neincorporate Kangerlussuaq. Reședința sa este localitatea Sisimiut.